# Hoa hậu Thế giới 1989

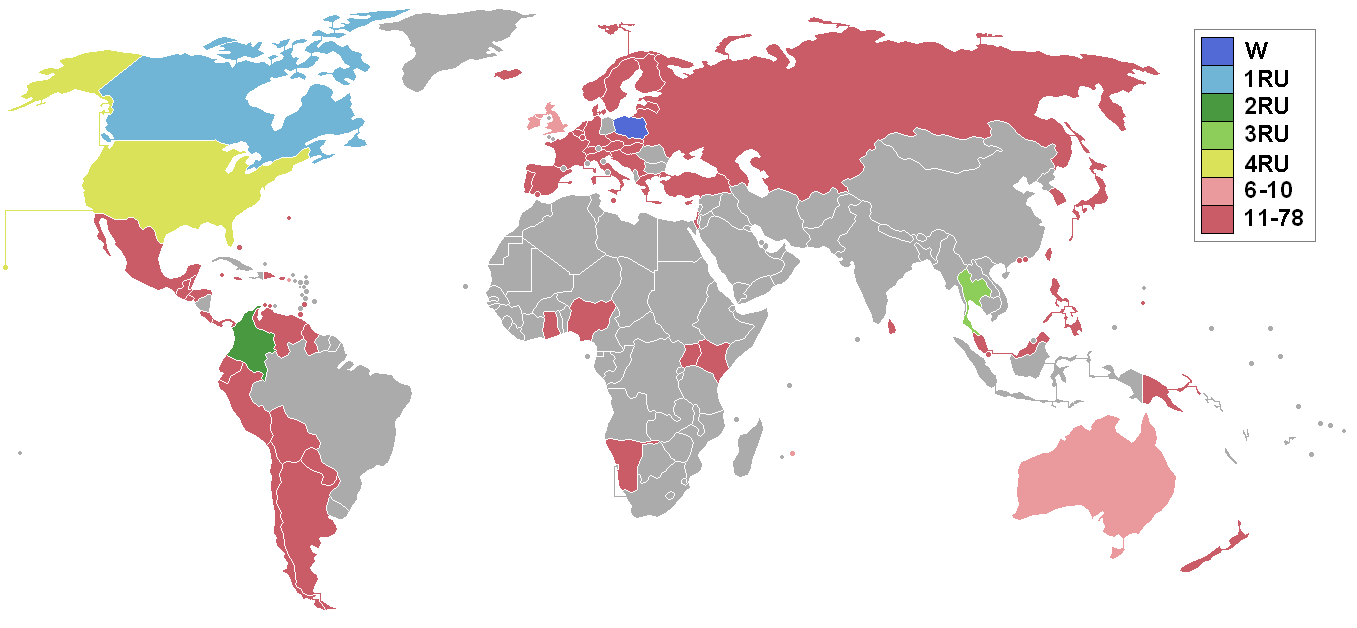
Các quốc gia và vùng lãnh thổ tham dự cuộc thi và kết quả.

Hoa hậu Thế giới 1989 là cuộc thi Hoa hậu Thế giới lần thứ 39 trong lịch sử của Hoa hậu Thế giới và cũng là lần đầu tiên diễn ra bên ngoài Vương quốc Liên hiệp Anh và Bắc Ireland. Cuộc thi đã diễn ra tại Trung tâm triển lãm Hồng Kông. 78 thí sinh đã tham dự cuộc thi. Đây cũng là lần đầu tiên nhà nước Liên Xô tham dự cuộc thi.

## Thứ hạng
| Kết quả               | Thí sinh |
| --------------------- | --- |
| Hoa hậu Thế giới 1989 | - Ba Lan – Aneta Kręglicka |
| Á hậu 1               | - Canada – Leanne Caputo |
| Á hậu 2               | - Colombia – Mónica María Isaza Mejía |
| Top 10                | - Quần đảo Virgin (Mỹ) – Vania Thomas - Úc – Natalie Tania McCurry - Ireland – Barbara Ann Curran - Mauritius – Jeanne Françoise Nathalie Clement - Thái Lan – Prathumrat Woramali - Vương quốc Anh – Suzanne Younger - Hoa Kỳ – Jill Renee Scheffert |

### Giải thưởng đặc biệt
| Giải thưởng        | Thí sinh                          |
| ------------------ | --------------------------------- |
| Hoa hậu Cá tính    | - Bỉ – Greet Ramaekers            |
| Hoa hậu Ảnh        | - Liên Xô – Anna Gorbunova        |
| Hoa hậu Thân thiện | - Panama – Gloria Stella Quintana |

### Các nữ hoàng sắc đẹp khu vực
| Khu vực        | Thí sinh                               |
| -------------- | -------------------------------------- |
| Châu Phi       | - Mauritius – Jeanne-Françoise Clement |
| Châu Mỹ        | - Canada – Leanne Caputo               |
| Châu Á         | - Thái Lan – Prathumrat Woramali       |
| Vùng Caribê    | - Quần đảo Virgin (Mỹ) – Vania Thomas  |
| Châu Âu        | - Ba Lan – Aneta Kręglicka             |
| Châu Đại dương | - Úc – Natalie Tania McCurry           |

## Các thí sinh
| Quốc gia/Vùng lãnh thổ      | Thí sinh                             | Quê quán                   |
| --------------------------- | ------------------------------------ | -------------------------- |
| Quần đảo Virgin (Mỹ)        | Vania Thomas                         | St. Thomas                 |
| Argentina                   | Patricia Weidenhofer                 | La Pampa                   |
| Aruba                       | Delailah Odor-Wever                  | Oranjestad                 |
| Úc                          | Natalie Tania McCurry                | Sydney                     |
| Áo                          | Marion Amann                         | Viên                       |
| Bahamas                     | Carolyn Moree                        | Nassau                     |
| Bỉ                          | Greet Ramaekers                      | name=Limbourg              |
| Belize                      | Martha Badillo                       | San Pedro                  |
| Bermuda                     | Cherie Tannock                       | Warwick                    |
| Bolivia                     | Maria Victoria Julio                 | Tarija                     |
| Canada                      | Leanne Caputo                        | Milton                     |
| Quần đảo Cayman             | Michelle Garcia                      | Grand Cayman               |
| Chile                       | Claudia Celis Bahamondes             | Santiago                   |
| Trung Hoa Dân Quốc          | Vương Nghi Minh                      | Đài Bắc                    |
| Colombia                    | Monica Maria Isaza Mejia             | Medellin                   |
| Costa Rica                  | Maria Antonieta Saenz Vargas         | San Jose                   |
| Curaçao                     | Supharmy Sadjie                      | Willemstad                 |
| Síp                         | Irma Voulgari                        | Larnaca                    |
| Tiệp Khắc                   | Jana Hronkova                        | Košice                     |
| Đan Mạch                    | Charlotte Pedersen                   | Holstebro                  |
| Cộng hòa Dominica           | Irma Guillermina Mauriz Pimentel     | San Felipe de Puerto Plata |
| Ecuador                     | Ximena Paulett Correa Jarre          | Machala                    |
| El Salvador                 | Ana Estela Aguilar                   | San Salvador               |
| Phần Lan                    | Åsa Maria Lovdahl                    | Helsinki                   |
| Pháp                        | Stephanie (Peggy) Zlotkowski         | Bordeaux                   |
| Đức                         | Jasmine Bell                         | Berlin                     |
| Ghana                       | Afua Amoah Bonsu                     | Accra                      |
| Gibraltar                   | Audrey Gingell                       | Gibraltar                  |
| Hy Lạp                      | Katerina Petropoulou                 | Athens                     |
| Guam                        | Cora Taitano Yanger                  | Mangilao                   |
| Guatemala                   | Rocio Lerma de la Vega               | Thành phố Guatemala        |
| Guyana                      | Lyla Shalimar Ryhaan Majeed          | Georgetown                 |
| Hà Lan                      | Liesbeth Caspers                     | Noordwijk                  |
| Honduras                    | Belinda Bodden Alvarez               | San Pedro Sula             |
| Hồng Kông                   | Ông Hồng                             | Hồng Kông                  |
| Hungary                     | Magdolna Gerloczi                    | Budapest                   |
| Iceland                     | Hugrun Linda Gudmundsdóttir          | Reykjavik                  |
| Ireland                     | Barbara Ann Curran                   | Dublin                     |
| Israel                      | Ronit Siton                          | Jerusalem                  |
| Ý                           | Paola Mercurio                       | Napoli                     |
| Jamaica                     | Natasha Lee Marcanik                 | Kingston                   |
| Nhật Bản                    | Kaori Muto                           | Tokyo                      |
| Kenya                       | Grace Chabari                        | Mombasa                    |
| Hàn Quốc                    | Kim Hye-ree                          | Seoul                      |
| Latvia                      | Ina Magone                           | Liepāja                    |
| Luxembourg                  | Chris Scott                          | Thành phố Luxembourg       |
| Ma Cao                      | Guilhermina Madeira da Silva Pedruco | Ma Cao                     |
| Malaysia                    | Vivien Chen Shee-Yee                 | Kuching                    |
| Malta                       | Marika Micallef                      | Għargħur                   |
| Mauritius                   | Jeanne-Françoise Nathalie Clement    | Beau Bassin                |
| México                      | Nelia Maria Ochoa Arteaga            | Veracruz                   |
| Namibia                     | Emarencia (Emsie) Esterhuizen        | Windhoek                   |
| New Zealand                 | Helen Rowney                         | Auckland                   |
| Nigeria                     | Bianca Onoh                          | Enugu                      |
| Na Uy                       | Bente Charlotte Rosenkilde Brunland  | Oslo                       |
| Panama                      | Gloria Stella Quintana               | Thành phố Panama           |
| Papua New Guinea            | Joycelin Leahy                       | Port Moresby               |
| Paraguay                    | Alicia Maria Jaime Villamayor        | Asuncion                   |
| Peru                        | Maritza Zorrilla Priori              | Lima                       |
| Philippines                 | Estrella Singson Querubin            | Manila                     |
| Ba Lan                      | Aneta Kręglicka                      | Gdańsk                     |
| Bồ Đào Nha                  | Maria Angelica Mira Rosado           | Lisboa                     |
| Puerto Rico                 | Tania Collazo                        | Orocovis                   |
| Saint Vincent và Grenadines | Anna Young                           | Kingstown                  |
| Singapore                   | Jacqueline Ang                       | Singapore                  |
| Tây Ban Nha                 | Eva Maria Pedraza Lopez              | Cordoba                    |
| Sri Lanka                   | Serena Danvers                       | Colombo                    |
| Thụy Điển                   | Lena Berglind                        | Göteborg                   |
| Thụy Sĩ                     | Catherine Mesot                      | Wil                        |
| Thái Lan                    | Prathumrat Woramali                  | Băng Cốc                   |
| Trinidad và Tobago          | Samantha Bhagan                      | Diego Martin               |
| Thổ Nhĩ Kỳ                  | Burçu Burkut                         | İzmir                      |
| Uganda                      | Doreen Lamon-Opira                   | Kampala                    |
| Vương quốc Anh              | Suzanne Younger                      | Caerphilly                 |
| Hoa Kỳ                      | Jill Renee Scheffert                 | Oklahoma                   |
| Liên Xô                     | Anna Gorbunova                       | Moskva                     |
| Venezuela                   | Fabiola Chiara Candosin Marchetti    | Caracas                    |
| Nam Tư                      | Aleksandra Dobras                    | Banja Luka                 |

### Điểm thi phúc khảo của các thí sinh
| Quốc gia/Vùng lãnh thổ   | Số điểm | Quốc gia/Vùng lãnh thổ   | Số điểm |
| ------------------------ | ------- | ------------------------ | ------- |
| Quần đảo Virgin thuộc Mỹ | 22      | Ý                        | 40      |
| Argentina                | 19      | Jamaica                  | 18      |
| Aruba                    | 18      | Nhật Bản                 | 19      |
| Úc                       | 25      | Kenya                    | 19      |
| Áo                       | 35      | Hàn Quốc                 | 24      |
| Bahamas                  | 18      | Latvia                   | 18      |
| Bỉ                       | 18      | Luxembourg               | 23      |
| Belize                   | 18      | Ma Cao                   | 19      |
| Bermuda                  | 18      | Malaysia                 | 18      |
| Bolivia                  | 20      | Malta                    | 18      |
| Canada                   | 29      | Mauritius                | 20      |
| Quần đảo Cayman          | 18      | Mexico                   | 22      |
| Chile                    | 18      | Namibia                  | 18      |
| Trung Hoa Dân Quốc       | 18      | New Zealand              | 18      |
| Colombia                 | 27      | Nigeria                  | 18      |
| Costa Rica               | 18      | Na Uy                    | 25      |
| Curaçao                  | 18      | Panama                   | 21      |
| Síp                      | 18      | Papua New Guinea         | 18      |
| Tiệp Khắc                | 21      | Paraguay                 | 18      |
| Đan Mạch                 | 21      | Peru                     | 19      |
| Cộng hoà Dominican       | 19      | Philippines              | 20      |
| Ecuador                  | 18      | Ba Lan                   | 30      |
| El Salvador              | 19      | Bồ Đào Nha               | 20      |
| Phần Lan                 | 26      | Puerto Rico              | 18      |
| Pháp                     | 19      | St. Vincent & Grenadines | 20      |
| Đức                      | 15      | Singapore                | 19      |
| Ghana                    | 18      | Tây Ban Nha              | 18      |
| Gibraltar                | 18      | Sri Lanka                | 18      |
| Hy Lạp                   | 18      | Thụy Điển                | 18      |
| Guam                     | 18      | Thụy Sĩ                  | 19      |
| Guatemala                | 19      | Thái Lan                 | 29      |
| Guyana                   | 18      | Trinidad & Tobago        | 19      |
| Hà Lan                   | 25      | Thổ Nhĩ Kỳ               | 19      |
| Honduras                 | 20      | Uganda                   | 18      |
| Hồng Kông                | 18      | Vương quốc Anh           | 26      |
| Hungary                  | 22      | Hoa Kỳ                   | 26      |
| Iceland                  | 19      | Liên Xô                  | 24      |
| Ireland                  | 27      | Venezuela                | 20      |
| Israel                   | 23      | Nam Tư                   | 18      |

## Chú ý

### Lần đầu tham gia
- Hungary
- Namibia
- Latvia (Cộng hòa Xã hội chủ nghĩa Xô viết Latvia)
- Liên Xô

### Trở lại
- Lần cuối tham gia vào năm 1969:
  -  Tiệp Khắc
- Lần cuối tham gia vào năm 1985:
  -  Aruba
  -  Puerto Rico
- Lần cuối tham gia vào năm 1987:
  -  Panama
  -  Saint Vincent và Grenadines

### Bỏ cuộc
| - Barbados - Quần đảo Virgin (Anh) - Bulgaria - Quần đảo Cook - Ai Cập - Ấn Độ – Cuộc thi quốc gia bị hoãn - Đảo Man - Liban – Do nội chiến | - Liberia - Lithuania (Cộng hòa Xã hội chủ nghĩa Xô viết Lithuania) - Saint Kitts và Nevis - Swaziland - Quần đảo Turks và Caicos - Uruguay |

### Thay thế
- Liên Xô – Yulia Sukhanova đã không thi đấu do cha mẹ từ chối ký bất kỳ hợp đồng nào với ban tổ chức Hoa hậu Liên Xô do chưa đủ tuổi hoặc quá tuổi.

### Lưu ý khác
- Ba Lan – Aneta Kręglicka cũng tham dự Hoa hậu Quốc tế năm 1989, nơi cô đứng thứ hai sau Iris Klein. 45 ngày sau, cô đến tham dự Hoa hậu Thế giới, nơi cô giành vương miện, trở thành người phụ nữ Ba Lan đầu tiên chiến thắng Hoa hậu Thế giới, sau đó lại giành chiến thắng vào năm 2021 bởi Karolina Bielawska.

## Liên kết
- Trang chủ của cuộc thi Hoa hậu Thế giới